# Urban Holzmeister
Urban Holzmeister SJ (* 8. April 1877 in Fulpmes; † 15. November 1953 in Innsbruck) war ein österreichischer römisch-katholischer  Theologe. 

## Leben
1895 trat er in den Jesuitenorden ein. Er wurde 1907 Privatdozent und nach seiner Habilitation 1915 Professor für Neues Testament an der Universität Innsbruck. Ab 1929 lehrte er am Pontificium Institutum Biblicum in Rom.

## Schriften (Auswahl)
- 2 Cor 3,17. Dominus autem Spiritus est. Eine Exegetische Untersuchung mit einer Übersicht über die Geschichte der Erklärung dieser Stelle, Innsbruck 1908, OCLC 162730867.
- Summa Introductionis in Novum Testamentum, Innsbruck 1924, OCLC 255693467.
- Historia Aetatis Novi Testamenti, Rom 1932, OCLC 611613364.
- Chronologia Vitae Christi, Rom 1933, OCLC 1299179670.
- Commentarius in Epistolas ss. Petri et Judae Apostolorum, Paris 1937, OCLC 851294732.
- De Sancto Joseph quaestiones biblicae, Rom 1945, OCLC 7148988.